# Austropeplea tomentosa
Austropeplea tomentosa är en snäckart. Austropeplea tomentosa ingår i släktet Austropeplea och familjen dammsnäckor.

## Underarter
Arten delas in i följande underarter:
- A. t. hamiltoni
- A. t. tomentosa